# 한국식 중국 요리
한국식 중국 요리(韓國式中國料理)는 중국 요리가 기원이지만, 한국의 식재료를 이용해 한국인의 입맛에 맞게 토착화된 음식을 말한다. 대표적인 예로는 짜장면, 짬뽕, 탕수육 등이 있다. 1970년대까지 청요리(淸料理)로도 흔히 불렸으며, 오늘날은 중화요리라는 이름도 많이 쓰이고 있다.
한국식 중국 요리는 초기에 화교에 의해 생겨났으며, 한국과 지리적으로 가까운 중국의 북방 요리(특히 산둥 요리)의 영향을 많이 받았다. 그러나 일부 한국식 중국 요리는 중국식 요리 체계에서 크게 벗어나 중국의 음식이라기보다 한국의 음식에 더 가깝다고 여겨진다.

## 역사
여행자나 보부상이 이용하던 주막 외에는 특별한 외식(外食) 문화가 별로 없었던 조선에서도 1876년 개항 이후에는 본격적으로 외식업(外食業)이 등장하게 되었는데, 그 맨 앞에 섰던 것이 중국 요리집이었다. 초창기의 중국 요리집은 요즘 대중들이 흔히 중국집이라고 부른 식당과는 달리 특수한 권력층만이 찾는 전통적인 중국식 식당이었다. 1884년 조선과 청 사이에 인천구화상지계장정이 체결되면서 현 인천 차이나타운 자리에 청나라 조계지가 생겼으며, 이후 1898년 산둥반도에서 의화단 운동이 일어나며 많은 산둥 사람이 당시 산둥과 인천 사이에 개설되어 있던 정기 항로를 통해 인천으로 이주해 정착하게 되었다. 일제강점기인 1920년대에 조선에 살던 화교들이 청요리집을 운영했으며, 조선총독부 자료에 따르면 1922년 전국 주요 도시의 화교 2224가구 중 30%가 중국 음식점을 운영했고, 1926년은 수가 더 늘어 중국 음식점이 1200여 호, 종사자가 3,800명 정도에 달했다. 당시의 중국식당은 한국에서는 극히 드물던 2층으로 되어 있는 게 보통이었는데, 1층은 홀이 있고 2층은 방이 있다. 술 접대를 하는 '기녀'가 있는 곳도 있다. 요리도 짜장면이나 짬뽕 한 그릇이 아니라, 일정한 순서에 맞추어 코스요리가 제공되었다. 일제강점기 경성부의 아서원, 금곡원, 대관원, 사해루 같은 중국 요리집은 부유한 일본인과 조선인만이 드나들 수 있던 최고급 식당이었다. 당시엔 중국 요리로 불리기 보다는 청요리(淸料理)라고 불렸는데, 청요리는 중국의 전통에 따라 집에서 불러 먹을 수 있고 이것이 변형된 것이 지금의 '철가방'이다.
1950년부터 1960년대까지 대한민국의 정치인들은 화교들이 운영한 중국 요리집에서 밀실 정치를 하곤 했다. 정치인들이 중화요리집을 선호한 이유는 길게 대화를 나눌 수 있고 보안 유지에 용이하기 때문이었다. 코스 별로 요리가 한 가지씩 나온 중국 요리집은 요리가 나오기 전까지 오랜 시간 동안 이야기를 나누기 적당했고, 식사 장소는 독립된 한 칸의 방이었기 때문에 이야기한 내용이 외부로 새어나갈 위험이 적었다. 이때 유명했던 음식점은 서울에 아서관, 태화관, 대려도, 중화반점, 인천에 공화춘 등이 있다.

## 종류
대한민국에서 대중적으로 인기를 얻은 짜장면과 짬뽕 등 한국식 중국 요리는 화교들이 많이 살던 인천광역시에서 개발되었다. 이러한 과다한 경제 창출 때문에 결국 박정희 정부는 화폐개혁과 외국인 토지 소유 금지를 통해 화교의 경제력을 약화시켰는데 이 때문에 많은 화교들이 한국을 떠나거나 그 주업이 외식업으로 국한되었다. 1960년대 ~ 1970년대 정부가 분식을 장려하고 비교적 짧은 조리시간이 산업화 시대의 요구와 맞아떨어지면서 짜장면 등 중국 요리는 대중적인 외식요리로 자리 잡았다. 대중적인 중국 음식점이 기하급수적으로 늘면서 현재의 중국 음식점은 화교보다는 한국인이 소유와 운영을 맡고 있는 경우가 대부분이다. 현재 신화교가 많이 들어서면서 다시 신화교 소유 음식점이 생기고 있는데, 그중 마라탕은 대표적인 신화교 음식이 되었다. 이 영향으로 마라탕 매출이 급상승하여 마라 열풍이 생겨 지금까지 운영되고 있다.
대한민국에 있는 대부분의 중국 음식점에서 가장 보편적으로 만들어 팔고 있는 품목은 아래와 같다.
| 이름            | 사진 | 원형이 된 중국 요리     | 설명 |
| --------------- | ---- | ----------------------- | --- |
| 계란탕          |      | 단화탕 (蛋花湯)         | 녹말을 풀어 걸쭉한 국물에 달걀물을 풀어 만든 국이다. |
| 고추잡채        |      | 칭자오러우쓰 (青椒肉絲) | 여러 가지 채소와 고기붙이를 잘게 썰어 볶은 것에 당면 대신 씨를 제거한 피망을 길게 썰어 넣고 버무린 음식이다.                                                      |
| 기스면          |      | 지쓰몐 (鷄絲麵)         | 가늘게 뽑은 밀국수에 닭국물을 부어 만든 음식이다. |
| 깐쇼새우        |      | 간사오밍샤 (乾燒明蝦)   | 껍질 깐 새우에 녹말과 달걀 흰자 등으로 만든 튀김옷을 입혀 튀긴 다음 매콤한 칠리소스에 볶은 음식이다. "칠리새우"로도 부른다.                                       |
| 깐풍기          |      | 간펑지 (乾烹鷄)         | 토막을 친 닭고기에 녹말을 묻혀 튀긴 다음, 양념 초간장을 위에 끼얹어 먹는 음식이다.                                                                                |
| 난자완스        |      | 난젠완쯔 (南煎丸子)     | 곱게 다진 돼지고기를 둥글게 빚어 튀기듯 지진 다음 파, 마늘, 고기를 썰어 넣어 익히고 녹말을 풀어 위에 얹은 음식이다.                                               |
| 누룽지탕        |      | 궈바탕 (鍋巴湯)         | 튀긴 궈바에 해물과 채소을 넣어 걸쭉하게 끓인 국물을 끼얹어 먹는 음식이다.                                                                                         |
| 라조기          |      | 라쯔지 (辣子鷄)         | 토막 친 닭고기에 녹말을 묻혀 튀긴 다음, 고추, 파, 마늘, 생강 등을 볶아 섞고, 녹말을 푼 물에 넣어 익힌 음식이다.                                                   |
| 마파두부        |      | 마포더우푸 (麻婆豆腐)   | 두부와 다진 고기에 두반장, 조미료 등을 넣고 볶아 만든 음식이다.                                                                                                   |
| 만두            |      | 자오쯔 (餃子)           | 밀가루 등을 반죽하여 소를 넣어 빚은 음식이다. |
| 마라탕          |      | 마랄탕 (麻辣烫)         | 쓰촨성의 음식으로, 마라라는 향신료를 사골국에 넣어 고른 재료를 넣는 요리이다. 우리나라에서는 2019년에 많은 인기를 끌었다.                                         |
| 멘보샤          |      | 하도시 (蝦多士)         | 빵 사이에 잘게 다진 새우를 넣어서 기름에 튀긴 음식이다. |
| 볶음밥          |      | 차오판 (炒飯)           | 쌀밥에 채소, 고기, 해물 등을 잘게 썰어 넣고 기름에 볶아 만든 음식이다.                                                                                            |
| 부추잡채        |      | 주차이러우쓰 (韭菜肉絲) | 가늘게 썬 돼지고기와 부추를 기름에 볶아 만든 중국식 잡채이다. |
| 송이덮밥        |      | 양구가이판 (洋菇蓋飯)   | 양송이버섯을 여러 가지 채소나 양념과 함께 볶아 밥 위에 얹어 먹는 음식이다.                                                                                        |
| 야끼우동        |      | 하우면 (??麵)           | 대구 지역 중국집에서 파는 매운 볶음국수이다. |
| 양장피          |      | 차오러우라피 (炒肉拉皮) | 전분으로 만든 얇은 판을 두 겹으로 겹쳐서 만든 음식이다. |
| 오향장육        |      | 우샹장러우 (五香醬肉)   | 회향, 계피, 산초, 정향, 진피의 오향으로 향을 낸 간장에 돼지고기를 조린 후 얇게 잘라 낸 음식이다.                                                                  |
| 우동            |      | 다루몐 ( 打滷麵)        | 국수에 각종 해물이나 채소를 섞어서 볶은 것에 국물을 붓고 달걀물을 푼 음식이다. "백짬뽕"으로도 부른다.                                                             |
| 울면            |      | 원루몐 (溫滷麵)         | 해물을 넣고 끓인 국물에 녹말을 풀어 걸쭉하게 만들어 면을 말아 낸 음식이다.                                                                                        |
| 유린기          |      | 유린지 (油淋鷄)         | 채소 위에 튀긴 닭고기를 얹고 간장 양념을 끼얹은 음식이다. |
| 유산슬          |      | 류산쓰 (溜三絲)         | 고기와 해물을 가늘게 채 썰어 볶은 후 걸쭉하게 만든 음식이다. |
| 자춘걸          |      | 자춘쥐안 (作春卷)       | 달걀 지단에 소를 넣고 말아 낸 음식이다. |
| 잡채밥          |      | 차오펀탸오 (炒粉條)     | 잡채를 밥 위에 얹어 먹는 음식이다. |
| 잡탕밥          |      | ?                       | 잡탕을 밥 위에 얹어 먹는 음식이다. |
| 중국냉면        |      | 량몐 (凉麵)             | 냉면의 일종으로 얼음 육수에 새우, 해파리, 갑오징어 등 해물과 오이, 달걀, 당근 등 채소를 곁들이고 땅콩 소스와 겨자장을 넣어 먹는 음식이다.                         |
| 짜장면 / 자장면 |      | 자장몐 (炸醬麵)         | 고기와 채소를 넣어 볶은 짜장에 국수를 비벼 먹는 음식이다. |
| 짬뽕            |      | 차오마몐 (炒碼麵)       | 국수에 각종 해물이나 채소를 섞어서 볶은 것에 돼지 뼈나 소뼈, 닭 뼈를 우린 국물을 부어 만든 음식이다.                                                              |
| 크림새우        |      | 푸구이밍샤 (富貴明蝦)   | 새우에 마요네즈, 설탕, 식초를 섞어서 만든 소스를 끼얹어 먹는 음식이다.                                                                                            |
| 탕수육          |      | 탕추리지 (糖醋裡脊)     | 돼지고기에 녹말을 묻혀 튀긴 것에 초, 간장, 설탕, 채소 등을 넣고 끓인 녹말 물을 부어 만든 음식이다.                                                                |
| 팔보채          |      | 바바오차이 (八寶菜)     | 마른 해삼, 새우, 닭고기, 죽순, 목이버섯, 느타리버섯, 양파, 완두콩 등을 각각 기름에 볶아서 육수와 양념을 넣고 끓이다가 물에 푼 녹말을 부어 걸쭉하게 익힌 음식이다. |
| 해삼주스        |      | 하이선저우쯔 (海參肘子) | 해삼과 돼지고기에 소스를 끼얹은 음식이다. |
| 해파리냉채      |      | 량반하이저 (涼拌海蜇)   | 해파리에 식초와 겨자를 넣고 무친 음식이다. |

## 곁 반찬
한국의 중국 음식점에서는 다른 나라의 중국 음식점에서는 제공되지 않는 어느 곳에 가더라도 공통적으로 나오는 밑반찬이 있다. 대표적인 것이 단무지, 춘장과 양파가 있다.

## 같이 보기
- 한국 화교
- 미국식 중국 요리
- 일본식 중국 요리

## 참고 문헌
- KOREANYORI.com(co.kr) 보관됨 2008-08-08 - 웨이백 머신
- 주영하, 음식전쟁 문화전쟁 128쪽, 2000년, 사계절